# مونتي إيرفين
مونتي إيرفين (بالإنجليزية: Monte Irvin)‏ هو لاعب كرة قاعدة أمريكي، ولد في 25 فبراير 1919 في هيلبيرغ في الولايات المتحدة، وتوفي في 11 يناير 2016 في هيوستن في الولايات المتحدة.

## وصلات خارجية
- مونتي إيرفين على موقع دوري كرة القاعدة الرئيسي (الإنجليزية)
- مونتي إيرفين على موقعبيزبول رفرنس.كوم (الدوري الرئيسي) (الإنجليزية)
- مونتي إيرفين على موقعبيزبول رفرنس.كوم (الدوري الثانوي) (الإنجليزية)
- مونتي إيرفين على موقع جمعية أبحاث البيسبول الأمريكية (الإنجليزية)
- مونتي إيرفين على موقع مشجعي الرسوم البيانية (الإنجليزية)
- مونتي إيرفين على موقع قاعة مشاهير كرة القاعدة (الإنجليزية)
- مونتي إيرفين على موقع قاعة ألاباما للمشاهير الرياضية (مؤرشف) (الإنجليزية)
- مونتي إيرفين على موقع إن إن دي بي (الإنجليزية)